# William Blake

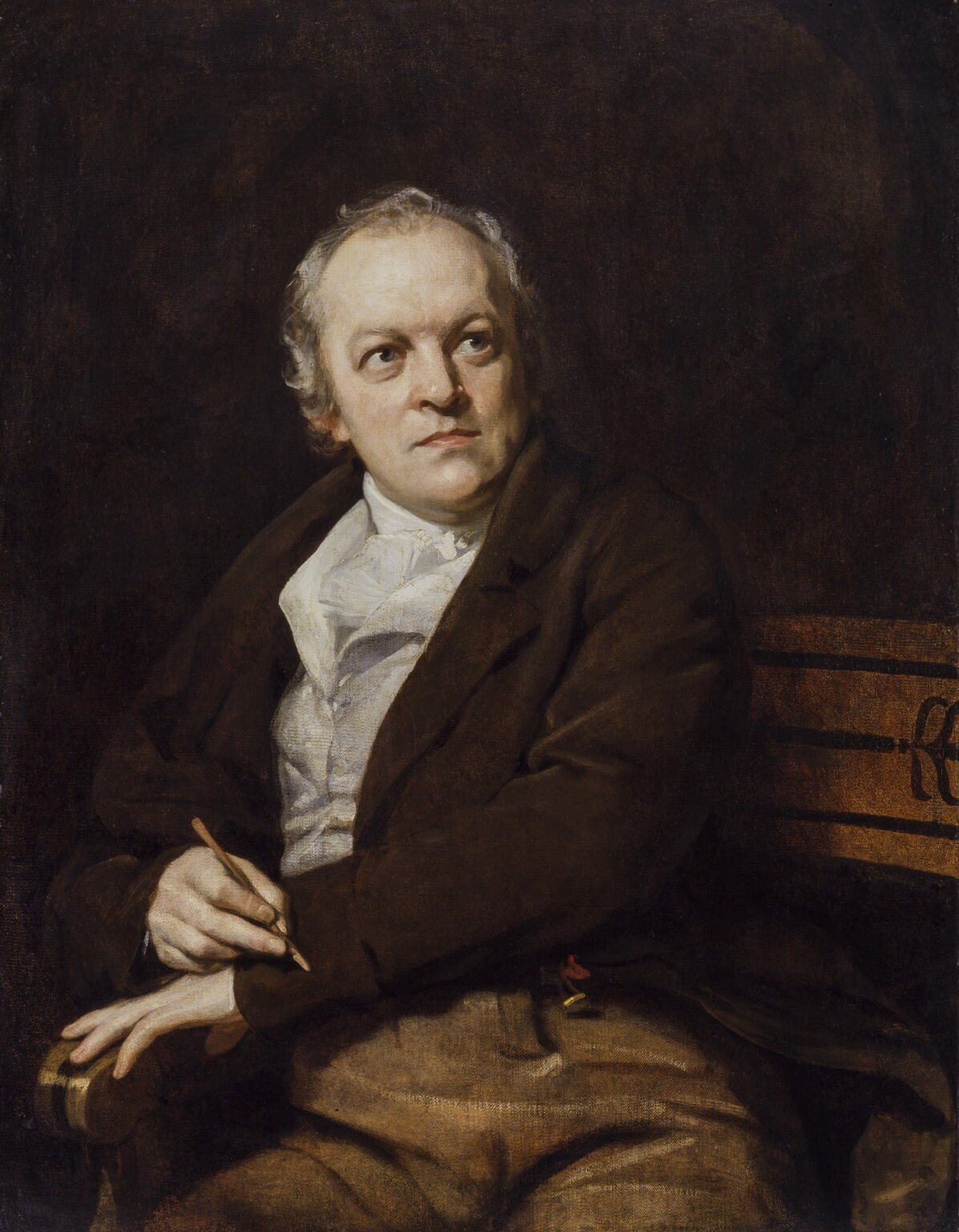
William Blake – Porträt von Thomas Phillips

William Blake (* 28. November 1757 in London; † 12. August 1827 ebenda) war ein englischer Dichter, Naturmystiker, Maler und der Erfinder der Reliefradierung. Sowohl sein künstlerisches als auch sein literarisches Werk wurde von seinen Zeitgenossen weitgehend abgelehnt. Erst Mitte des 19. Jahrhunderts wurden seine sehr innovativen Arbeiten von den Präraffaeliten entdeckt, fanden allgemein Anerkennung und später auch in der Popkultur Verbreitung.
Die erste Gesamtausgabe der Werke Blakes wurde 1893 vom irischen Dichter William Butler Yeats und Edwin Ellis herausgegeben.

## Leben
Schon als Kind soll William Blake über das „zweite Gesicht“ verfügt und Visionen von Engeln und Propheten gehabt haben, die er in Gedichten und Bildern verarbeitete. Blakes Eltern waren von der Hochkirche abweichende Dissenter und gehörten wahrscheinlich den Mährischen Brüdern an. Die Bibel gehörte zu den prägenden Einflüssen auf Blake und blieb zeitlebens für ihn eine Quelle der Inspiration.
Williams Vater war ein der Mittelklasse angehöriger Strumpfmacher und -händler. Seine Eltern erkannten früh, dass sich ihr Sohn aufgrund seines eigenwilligen Temperamentes wenig für die Schule oder einen regulären Beruf eignete, daher besuchte William nie die Schule. Er wurde daheim von seiner Mutter Catherine Wright Armitage Blake unterrichtet und bereits mit zehn Jahren in einer der bedeutendsten Londoner Zeichenschulen angemeldet. 1772 begann Blake eine Lehre bei dem Kupferstecher James Basire. Nach deren Abschluss wurde Blake 1779 Student in der Royal Academy of Arts. Mit der Aufnahme in die Royal Academy of Arts schien für William Blake eine erfolgreiche Karriere als Historien-Maler vorgezeichnet. Aber er überwarf sich mit dem Akademiepräsidenten, dem Porträtmaler Sir Joshua Reynolds, der Blakes Arbeiten missbilligte. Damit waren seine Hoffnungen auf eine Laufbahn als Historien-Maler zerschlagen.

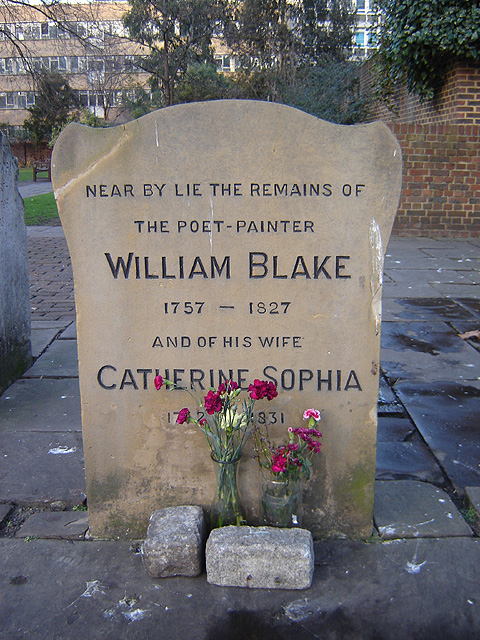
Symbolischer Grabstein für Blake und seine Frau

Im Jahr 1782 heiratete er Catherine Boucher. Sie stammte zwar aus einfachen Verhältnissen, bildete sich jedoch durch eigene Studien fort und half Blake mit ihren technischen Fertigkeiten bei der Produktion einiger seiner bekanntesten Werke. 1784 eröffnete Blake eine Druckerei in London und arbeitete bis zu seinem Tod als Graveur und Illustrator, arm und weitgehend unbeachtet. Er fand jedoch verschiedene Freunde und Wohltäter, die ihm u. a. durch Arbeitsaufträge durch die Phasen größter finanzieller Schwierigkeiten halfen. Zu ihnen gehörte auch der Dichter William Hayley. Nach ersten Kontakten zwischen Hayley und Blake im Jahre 1800 entschied sich Blake nach Felpham, Sussex, zu ziehen, dem Ort, an dem Hayley lebte. William Blake und seine Frau verbrachten dort drei Jahre, und zogen dann für den Rest ihres Lebens nach London zurück. Die 45 Jahre währende Ehe blieb, möglicherweise abgesehen von einem totgeborenen Mädchen, kinderlos.
Aus heutiger Sicht zählen Blakes Dichtungen zu den bedeutendsten Werken der englischen Lyrik; seine Zeichnungen werden zu den großen Werken der englischen Kunst gerechnet. Zu seinen Lebzeiten galt Blake dagegen lange Zeit als nicht begreifbarer Visionär, dessen mystisches Weltbild als Ausdruck geistiger Verwirrung betrachtet wurde.
Erst sehr spät in seinem Leben, etwa ab 1818, konnte Blake noch erleben, dass eine neue Generation von Künstlern (wenn auch nur in begrenzter Zahl) seine Arbeiten zu schätzen begann. Das Konzept des Künstlers als prophetische Kraft und spiritueller Führer hatte inzwischen zunehmend Bedeutung erlangt.
Die eigentliche Originalität Blakes und sein prophetischer Blick für die Gefahren oder Fehlentwicklungen der Moderne sind jedoch überwiegend erst im 20. Jahrhundert erkannt worden. Dabei wurde er vor allem in der esoterischen Alternativkultur im letzten Drittel des 20. Jahrhunderts zugleich als „Befreier“ vereinnahmt.
Das Grab von William und Catherine Blake befindet sich auf dem Friedhof Bunhill Fields im Norden Londons. Die genaue Stelle war lange unbekannt, jedoch wurde in der Nähe ein symbolischer Grabstein aufgestellt. Luis und Carol Garrido ermittelten den tatsächlichen Grabort, im August 2018 wurde das Grab mit einer Platte mit Inschrift versehen.

## Geistesgeschichtliche Einschätzung

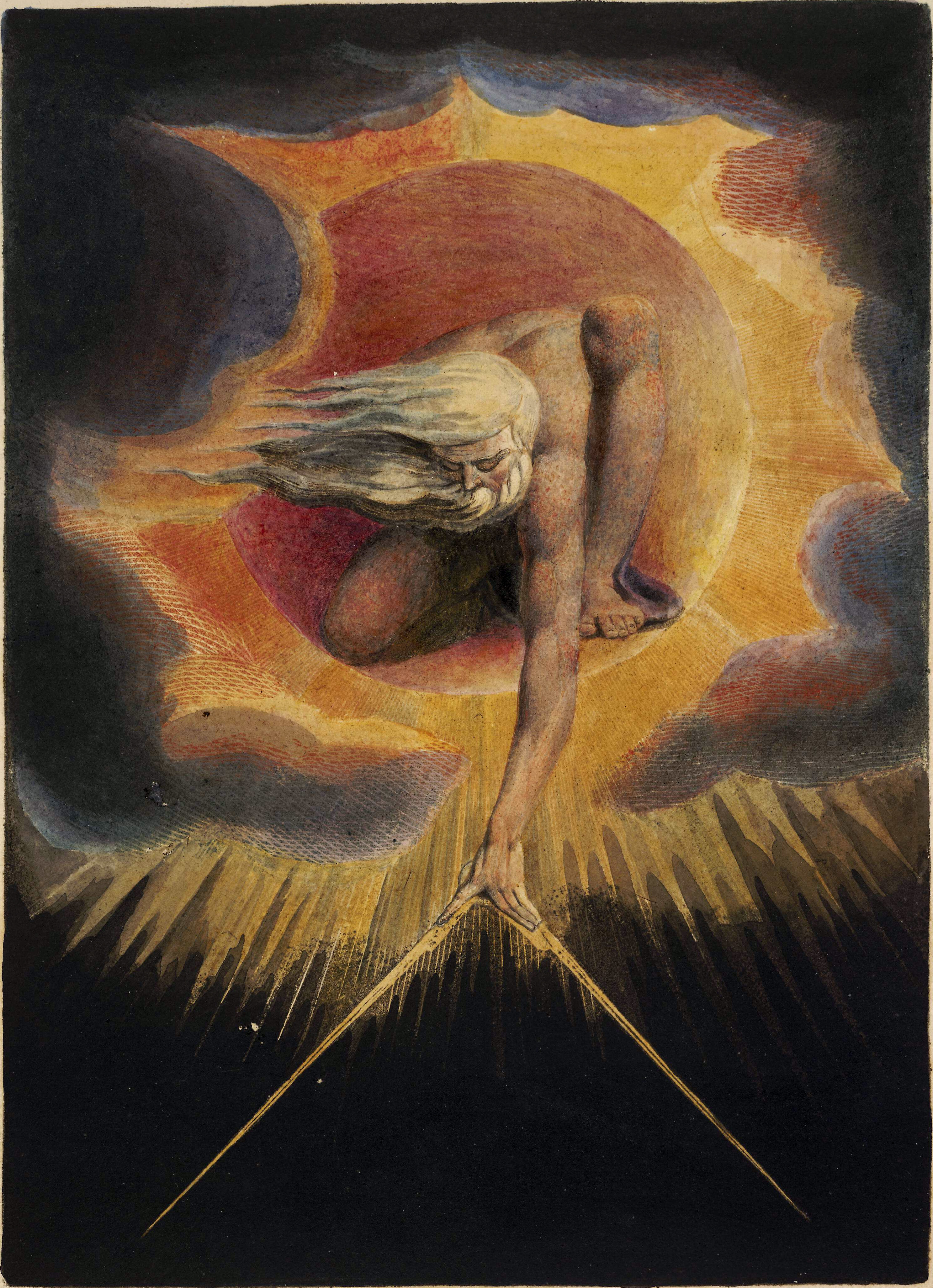
„Europe a Prophecy“ (Europa, eine Prophetie): Urizen, "The Ancient Of Days", weist der Welt ihr Maß zu: "In his hand, he took, the Golden Compaßes, prepared In Gods eternal store, to circumscribe This Universe, and all created things. [...] And said, thus far extend, thus far thy bounds This be thy just circumference, o world!"

Blake verabscheute nicht nur Sklaverei, sondern glaubte auch an die Gleichheit der Rassen und Geschlechter. Diese erstaunlich modern anmutenden Ansichten verband er mit einer gegen die etablierten Kirchen entwickelten naturnahen Spiritualität und einem tiefen Misstrauen gegen den aufkommenden Materialismus. Beeinflusst wurde Blake politisch sowohl von der Amerikanischen als auch von der Französischen Revolution, theoretisch unter anderen von Lavater, Swedenborg und Winckelmann.
Blakes Ansichten waren für die rechtgläubigen Christen seiner Zeit oft schockierend, obwohl er sich immer auf seine Weise eng dem Neuen Testament verbunden fühlte.
Einer von Blakes stärksten Einwänden gegen die christliche Lehrmeinung war, dass sie für die Unterdrückung natürlichen Begehrens und gegen lebendige Sinnesfreude Position bezog. Blake glaubte, dass die Freude der Menschen ein Lobpreis Gottes sei, und dass die „lebensverneinenden“ Religionen der Welt und damit auch die rechtgläubigen Christen in Wirklichkeit Satan anbeteten. Er hielt Satan für eine Verkörperung des Irrtums und eines „Todeszustands“.
Blake stellte sich theologischer Sophisterei entgegen, die Schmerzen verteidigt, Böses zulässt und Ungerechtigkeiten entschuldigt. Er verabscheute Selbstverleugnung, die er gedanklich in Verbindung mit religiös motivierter und insbesondere mit sexueller Unterdrückung brachte:
Prudence is a rich ugly old maid, courted by Incapacity. 

He who desires but acts not, breeds pestilence. (7.4–5, E35)
Die Vorsicht ist eine reiche hässliche alte Jungfer, hofiert vom Unvermögen.

Derjenige, welcher etwas ersehnt, aber nicht handelt, ruft die Pest hervor.
In Vision of the Last Judgements schrieb Blake: „Men are admitted into Heaven not because they have curbed & govern’d their Passions or have No Passions, but because they have Cultivated their Understandings“ („Die Menschen werden in den Himmel aufgenommen, nicht weil sie ihre Leidenschaften gezügelt und besiegt oder gar keine Leidenschaften hätten, sondern weil sie ihr Verständnis der Dinge kultiviert haben“).
Mit seinen Vorstellungen wandte sich Blake nicht nur gegen die orthodoxe Ordnung der Aufklärung, sondern ebenso gegen die Konzeption des fernen, übermächtigen Gottes der anglikanischen Church of England und des Deismus.
Die Verehrung des menschlichen Verstandes verband Blake mit einer visionären Schau, die von Zeitgenossen oft als Wahnsinn gedeutet wurde, für Blake aber eine Erweiterung des Verstehens, eine Bewusstseinserweiterung darstellte. Insofern wird verständlich, dass sowohl der mit Meskalin experimentierende Schriftsteller Aldous Huxley eines seiner Bücher als auch die psychedelische Elemente verwendende Rockgruppe The Doors sich und eines ihrer Werke nach der Anfangszeile eines der berühmtesten Aussprüche von Blake benannten: The Doors of Perception – Die Pforten der Wahrnehmung: „If the doors of perception were cleansed, every thing would appear to man as it is, infinite.“ („Würden die Pforten der Wahrnehmung gereinigt, erschiene alles dem Menschen, wie es ist: unendlich.“ – Oder eine Übersetzung, die der spirituellen Dimension von Blakes Denken vielleicht eher entspricht: „Wenn die Pforten der Erkenntnis geläutert würden, erschiene dem Menschen alles, wie es ist: grenzenlos und unbeschränkt.“)
Blake berichtete über sich selbst, dass seine Alltagswahrnehmungen unablässig von Visionen begleitet und überlagert waren. So sah er beispielsweise im Sonnenaufgang nicht nur die Wiederkehr des Lichts, sondern einen Jubelchor von Engeln. Die Natur und die Welt waren für ihn daher nur Zeichen und in diesem Sinne Tore zum Himmel und zur ewigen Welt des Jenseits, auf die Blakes eigentliches Interesse gerichtet war. In seiner antirationalistischen Weltsicht und seiner persönlichen Mythologie sowie seiner besonderen explorativen Verwendung von Bildern spielte diese Spiritualisierung der Natur eine wesentliche Rolle.
Viele Zeitgenossen hielten Blake für einen harmlosen Exzentriker. Möglicherweise bewahrte ihn diese Einschätzung vor persönlicher Verfolgung auf Grund seiner radikalen politischen Ansichten, besonders in den Jahren nach 1793, als die gesellschaftliche Situation in England angesichts der revolutionären Ereignisse in Frankreich zunehmend repressiver wurde.
Blake sah im Künstler eine Verbindung zum Göttlichen. Die menschliche Form erschien ihm als lebendige Verkörperung der Gottheit. Der Gott des etablierten Christentums war für ihn eine autoritäre, den Menschen durch Gesetze beschränkende Gottheit, und das Wesen, das in dieser Religion als Teufel gesehen wird, war für ihn das erste, der dagegen protestierte.
Die Pfarrer, in seinen Augen Wächter einer pervertierten Religion, hinderten die Menschen daran, ihre Energie und Phantasien freizusetzen. Es lag in Blakes großer Vision, dass die Menschen in der Lage seien, alle Beschränkungen, alle Aufspaltungen zu überwinden und zu einer Sicht des Einsseins zu gelangen, die für sie befreiend sein würde.

## Künstlerische Arbeit

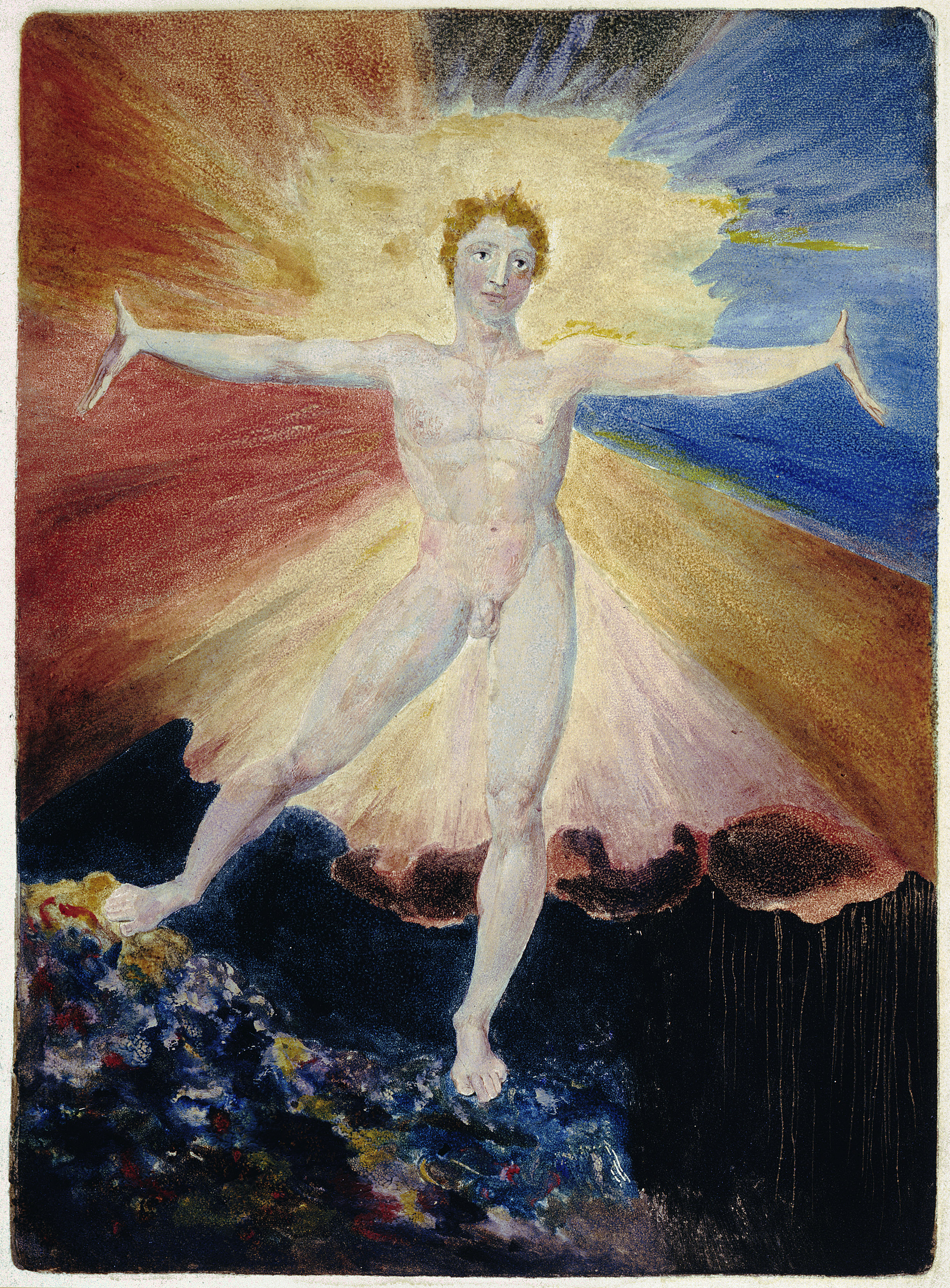
William Blakes Bildnis des Giganten Albion aus: A Large Book of Designs, Juni 1793

Seine künstlerische Ausbildung erhielt Blake durch den Kupferstecher James Basire, der eine sehr traditionelle Arbeitsweise pflegte. Während seiner anschließenden Studienzeit an der Royal Academy of Arts wurde er durch deren Präsidenten Joshua Reynolds nicht weiter gefördert; bedeutsamere Vorbilder waren für Blake stattdessen junge Künstler wie der Bildhauer John Flaxman oder der Maler Johann Heinrich Füssli, der für ihn zu einer Quelle der Inspiration wurde. Viel später entwickelte sich zwischen Blake und Füssli, der sich in England Henry Fuseli nannte, eine komplexe persönliche und künstlerische Beziehung.
Auch zu dem Bildhauer John Flaxman entstand bereits während der Zeit an der Royal Academy eine anhaltende Freundschaft. Blake war als Zeichner, Maler und Kupferstecher tätig. Er schwärmte für die Gotik und ließ in seiner frühen Zeit nur Raffael, Michelangelo und Albrecht Dürer als Maler gelten. Er hatte Visionen, namentlich von Männern alter Zeiten oder von Tierseelen (z. B. der eines Flohes), die er zeichnete.
Blakes Visionen begannen bereits in seiner Kindheit, und sie begleiteten ihn sein ganzes Leben lang. Aus späteren Äußerungen Blakes lässt sich schließen, dass er glaubte, zumindest ein Teil seiner Visionen sei durch die Kraft seiner eigenen Vorstellung geformt worden. Welcher Art auch immer Blakes Visionen gewesen sein mögen, sie halfen ihm, seine Kunst auf mystische Erfahrung zu gründen, und damit wurde „Vision“ zum wesentlichen Bestandteil seiner Kreativität.
Als radikaler Künstler wurde Blake zum Ein-Mann-Unternehmer, der seine Bücher im Alleingang herstellte: Er schrieb die Verse, entwarf die Bilder, fertigte die Druckplatten nach dem von ihm erfundenen Verfahren der Reliefradierung und kolorierte, von seiner Frau unterstützt, die Drucke. Auf diese Weise entzog er sich kommerziellen Zwängen, verlor aber einen Teil seines Publikums.
Auch unter dürftigen Lebensbedingungen fand er in seiner Kunst Erfüllung. „Wenn es je einen glücklichen Menschen unter den Intellektuellen gab“, so sein Biograph Peter Ackroyd, „dann war es dieser Künstler.“ Noch auf dem Sterbebett arbeitete er an einer neuen Version seines Gemäldes Und Gott erschuf die Welt. Seine letzten Worte sollen gelautet haben: „Ich gehe in ein Land, das ich schon immer sehen wollte.“

## Werke

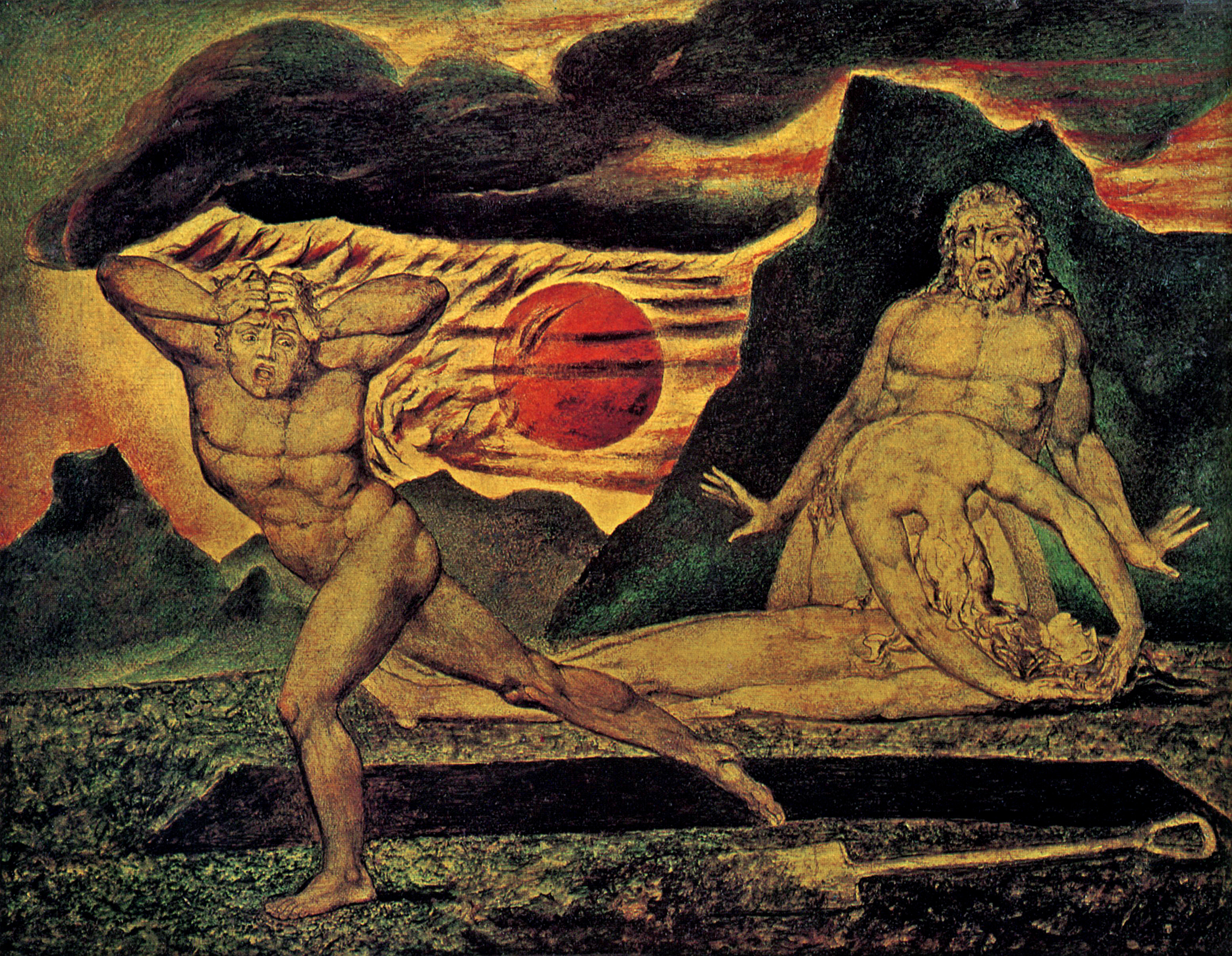
„Adam und Eva finden Abel“

Bedingt durch die Obskurität, in der Blake einen Großteil seines Lebens zubrachte, sind bedeutsame Teile seines Werkes verloren gegangen; andere werden verstreut verwahrt. Ein angemessener Überblick über Blakes gesamtes dichterisches und graphisches Werk lässt sich daher auch heute noch nur mit Schwierigkeiten gewinnen.
Sein bemerkenswertes eidetisches Vermögen ist bereits in seinen frühesten Werken erkennbar. Von den sieben Jahren seiner Lehrzeit bei dem Kupferstecher James Basire verbrachte Blake nahezu vier Jahre in Westminster Abbey mit Skizzen zu Stichen, die von der Society of Antiquaries in Auftrag gegeben worden waren. In diese Zeit, aus der vermutlich das statuarische Element in seinem Werk stammt, fallen wohl ebenso seine ersten poetischen Versuche.

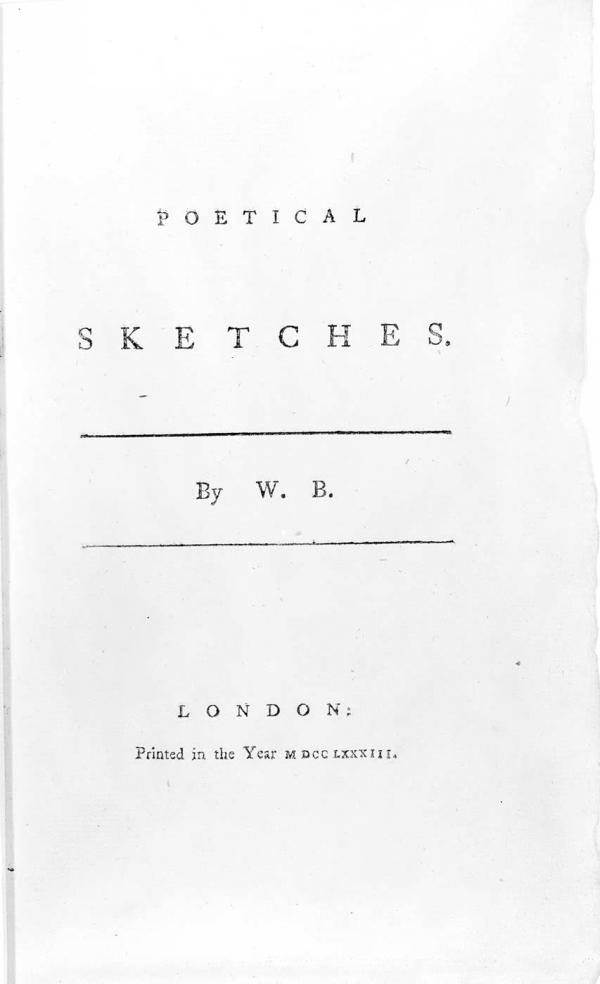
Titelseite der Poetical Sketches von 1783

Nach seinem Studium an der Royal Academy of Arts fand Blake sein Auskommen durch Aufträge des radikalen Buchhändlers und Verlegers Joseph Johnson; die Hilfe von Freunden wie Flaxman ermöglichte Blake 1783 den Druck seines ersten Buches Poetical sketches, einer Sammlung von Gedichten und Prosawerken, die zwischen 1769 und 1777 entstanden waren.
Ende der achtziger Jahre begann Blake mit der für ihn charakteristischen Verbindung von Text und Bild, wobei beides zusammen graviert und gedruckt und anschließend von Hand koloriert wurde. 1791 erschien sein Buch The French Revolution.

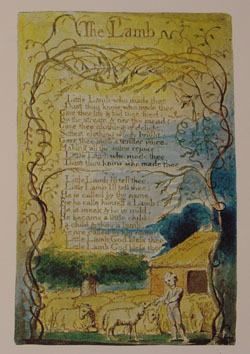
The Lamb aus den Songs of Innocence

Die Songs of Innocence, die Blake später mit den Songs of Experience zusammenfügte, gehören gemeinsam mit The Book of Thel, einem epischen Gedicht und frühestem seiner „prophetischen“ Bücher, zu den ersten vollständig ausgereiften Werken dieser Technik. Blake fertigte den Druck der Songs eigenhändig an als Reliefradierungen. Seine Frau Catherine half ihm beim Kolorieren der Drucke.
Zugleich sind die Songs of Innocence and Experience Blakes Ausdruck der „two contrary states of the human soul“, seiner durch Antagonismen und Gegensätze geprägten Gedankenwelt oder Denkweise wie auch seiner Rebellion gegenüber Konventionen und Traditionen.
Neben den Radierungen zu Edward Youngs Night Thoughts (1797, Nachdrucke bei Folio Society, London) werden die beiden Gedichtbände Songs of Innocence und Songs of Experience (1789–94, 2 Bände) zu Blakes bedeutendsten Werken gezählt.
Blake wollte in den Songs „zwei unterschiedliche Zustände der Seele“ aufzeigen. Er sieht im Kind ein Zeichen unverdorbenen Potentials, in dem das Böse noch nicht existiert. Das Böse wird erst durch die Unterdrückung des menschlichen Geistes erzeugt. So findet sich in diesen Gedichten auch immer wieder Kritik an den gesellschaftlichen Verhältnissen und am etablierten, institutionalisierten Christentum. Blake sieht die Aufgabe des prophetischen Künstlers eben genau darin, diese Kritik klarsichtig zu leisten.
Eine Zeit lang wurde Blake durch das Werk des schwedischen Philosophen und Mystikers Emanuel Swedenborg und durch die Schriften des deutschen Mystikers Jakob Böhme beeinflusst. Seine Lektüre der Werke dieser Mystiker sowie der Bibel und der Schriften John Miltons führten ihn zu der Annahme, die ursprüngliche Einheit von Gott und Mensch sei durch den Sündenfall nicht völlig zerstört worden, Gott sei vielmehr in der menschlichen Imagination präsent. So schreibt er in den Annotations to Berkeley‘s <<Siris>>: „Man is All Imagination. God is Man & exists in us & we in him“.
Mit der Ideenschrift The Marriage of Heaven and Hell (1790 - 93), einer einzigartigen, experimentellen Aphorismensammlung, in der die orthodoxen Kategorien von Moral in Frage gestellt werden, löste sich Blake von Swedenborg. Gegen Swedenborgs Grundsatz der Ausgewogenheit setzt Blake in The Marriage of Heaven and Hell, das zum Teil eine satirische Replik auf dessen Treatise concerning heaven and hell (englisch 1778) darstellt, das Prinzip des lebendigen Gegensatzes, wobei Gut und Böse aus seiner Sicht nur unzureichende Abstraktionen waren. Mit einer Sequenz paradoxer Aphorismen und Reflexionen versuchte Blake im Folgenden, sein Gegensystem zu den vorherrschenden konventionellen Moralvorstellungen weiter zu festigen;
In America: a Prophecy (1793), dem ersten Werk seiner Continental Prophecies, wandelt Blake den Freiheitskampf der amerikanischen Kolonien gegen die britische Herrschaft um in eine „wütende kosmische Schlacht“.
1794 erschien das Gedicht Europe: a Prophecy, das voller dunkler Mythologie auf den Kontrast mit America hin angelegt ist. In den späteren Werken erweitert Blake diese Mythologie seiner politischen Prophetien zu einem eigenständigen, in sich geschlossenen mythologischen Kosmos.
Die sogenannten Lambeth Books, deren Titel auf Blakes Wohnsitz in Lambeth von 1790 bis 1800 verweist, enthalten episch-biblische Prophetien, die sich um das zentrale First book of Urizen (1794/95) gruppieren. Sie zeigen in ihrer eindrucksvollen Vereinigung von Bild und Text Blakes Fassung der Schöpfung und des Sündenfalls. The first book of Urizen lässt sich dabei mit seinen immer wieder neu mit Bedeutung befrachteten symbolischen Figuren gleichermaßen verstehen als die von Blake in The marriage of Heaven and Hell verkündete Bible of Hell und als Umkehr von John Miltons Paradise Lost.
Zu den letzten bedeutenden Werken Blakes in der Form des illuminated printing zählen nach Vala or the Four Zoas (1795–1807) noch Milton (1809) und Jerusalem, The emanation of the giant Albion (1804–20), in denen er hebräische, germanische und keltische Mythen zu einer neuen Kosmologie zu verschmelzen versuchte. Während Milton den Abschluss und zugleich Höhepunkt der langjährigen Auseinandersetzung Blakes mit dem Werk Miltons darstellt und ähnliche kosmische Dimension wie Paradise lost öffnet, liefert Jerusalem Blakes letzte große Prophetie über den Fall des Giganten Albion und seiner Erweckung zum ewigen Leben.
Jerusalem ist zugleich das längste seiner prophetischen Werke. Es darf allerdings nicht verwechselt werden mit Blakes Gedicht And did those feet in ancient time, das später von Hubert Parry vertont wurde und das nun ebenfalls als Hymne unter dem Namen Jerusalem bekannt ist. And did those feet in ancient time erschien im Vorwort zu Blakes Dichtung Milton (1809).
In Blakes eigener Mythologie steht Jerusalem selbst für Freiheit. Im Verlauf des Gedichts wird die Wiedervereinigung von Albion und Jerusalem zu einem Akt der Befreiung der entfremdeten Menschheit, eine Überwindung von Spaltungen, Gegensätzen und Trennungen. Blakes Vision der Befreiung hat sowohl eine gesellschaftliche als auch eine psychische bzw. spirituelle Dimension. Mitmenschliche Brüderlichkeit stellt für ihn gelebte Religion, so wie er sie versteht, dar. Sie sind für ihn identisch. Er formuliert in Jerusalem: „Ich kenne kein anderes Christentum und kein anderes Evangelium, als die Freiheit von beiden, Körper und Geist, die Göttlichen Künste der Vorstellungskraft (imagination) auszuüben – Vorstellungskraft, die reale und die Ewige Welt, von der dieses Gemüse-Universum nur ein schwacher Schatten ist.“ Und er fährt fort mit dem Aufruf, jeder möge sich nach besten Kräften in irgendeiner Form geistigen Strebens am Aufbau Jerusalems beteiligen.
Zu seinen bedeutendsten Illustrationen gehören die Arbeiten zum Buch Buch Hiob (21 radierte Blätter, 1824), und zu Dantes Göttlicher Komödie (1826).

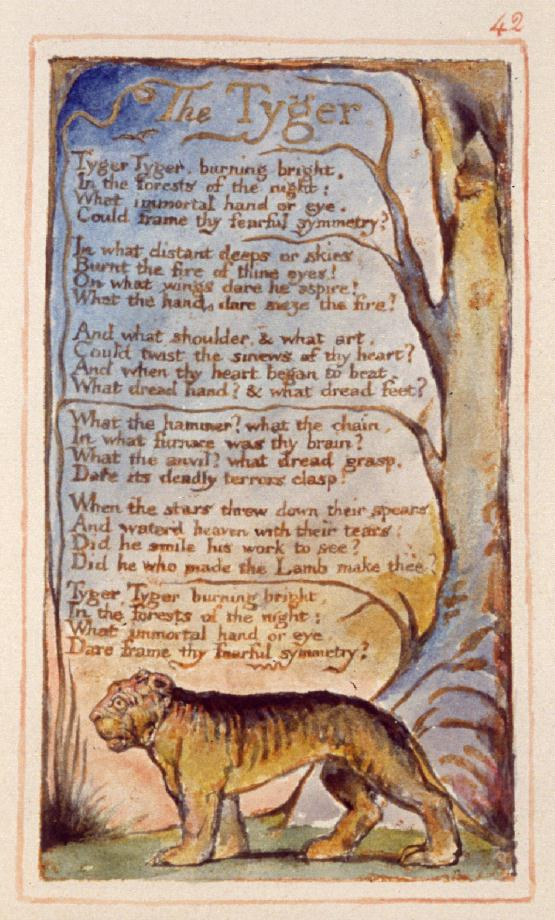
The Tyger aus den Songs of Experience

Blakes erstes Experiment der Verbindung von Text und Bild, die Songs of Innocence and Experience, enthält zumeist kürzere, unterschiedlich ausgeführte lyrische Gedichte wie beispielsweise The Lamb, The Sick Rose, The Fly oder The Tyger, die ein äußerst hohes Maß an klassischer Formvollendung aufweisen und zu den bekanntesten Gedichten der englischen Literatur zählen. Sie bilden Kontrastpaare und werfen wechselseitig in ihrer Gegensätzlichkeit ein von Blake höchstwahrscheinlich bewusst intendiertes satirisches Licht aufeinander.
Die Texte der folgenden visionären, in der Form des illuminated printing erstellten Werke entsprechen demgegenüber nur noch ausnahmsweise den herkömmlichen formalen Gestaltungsprinzipien, wenngleich sie solche Formen einbeziehen oder aus ihnen heraus entwickelt werden. Sie sind im eigentlichen Sinne keine Gedichte mehr, sondern freie, formal sich selbst genügende Dichtwerke, in denen Blake stets aufs Neue seine eigenen, durchaus auch eigenwilligen Metren bis hin zu ansonsten kaum mehr gebräuchlichen Langzeilen verwendet.
Ebenso finden sich unter diesen Werken „Prosagedichte“, wie etwa in der einem dialektischen Argumentationsmuster folgenden Buchveröffentlichung Marriage of Heaven and Hell (1790–1793). Der überwiegende Teil der Spätwerke Blakes zeigt eine deutlich erkennbare Tendenz zum Epischen, ist jedoch eher dem durch mythologische Elemente bestimmten Kleinepos oder Epyllion zuzuordnen, wie es in der Antike und Renaissance anzutreffen ist. Dies gilt insbesondere für Milton (1803 bis ca. 1808), das in sich eine prophetische Selbstprojektion Blakes gebrochen durch das Medium des großen epischen Dichters John Milton darstellt.
Dabei sind in all den Umkehrungen, Brechungen oder Verschränkungen, die diese Dichtungen Blakes in ihrer formalen Gestaltung und ihrem inhaltlich-gedanklichen Eklektizismus kennzeichnen, weniger die Bezüge zu anderen einzelnen Werken oder einzelnen Autoren bedeutsam als vielmehr Blakes Rückgriff auf ältere Epochen im Ganzen. Zum einen stellt dieser Rückgriff eine demonstrative Form der Zurückweisung oder des Ausschlusses dar, mit der Blake die vorausgegangenen, aus seiner Sicht negativ besetzten Epochen intellektuell zu eliminieren gedenkt; zum anderen findet sich in ihnen eine symbolische Geste des Einvernehmens, mit der Blake seine Dichtung – wie nach ihm auch andere englische Romantiker – als eine Renaissance der Renaissance auszuweisen versucht, um damit die Wiederherstellung einer geistig und literarisch heilen Welt literaturgeschichtlich für sich zu beanspruchen.
So erweisen sich vor allem Blakes visionäre Dichtwerke Vala or the Four Zoas und Jerusalem als in ihrer Gestaltung einmalige Gedankenepen, in denen die unterschiedlichen Weltanschauungen gleichsam in Form einer heroischen Auseinandersetzung aufeinanderprallen. Auf dem literarischen Hintergrund der biblischen Urwelt und des unendlichen Kosmos von Milton verkündet Blake seine Auffassung von der dichterischen Mission wie auch sein Ziel der Vorstellung einer neuen Welt des befreiten, zu neuer Größe findenden Menschen. Obwohl manche der Visionen Blakes undurchdringlich oder unbegreifbar bleiben, so zeigen sie dennoch sein schier grenzenloses Vorstellungsvermögen oder seine nahezu unbegrenzte Imaginationsfähigkeit.
Kein anderer Dichter oder Schriftsteller seiner Zeit dachte, argumentierte oder schuf Werke in einer ähnlichen Dimension wie Blake, der sich gegen eine ganze kulturelle Tradition stellte. Eine Tradition, die für ihn durch die Aufklärung und den Anspruch der Vernunftherrschaft geprägt und begrenzt war. So wurde in Blakes Werken in Bild und Sprache das Titanische zu seinem spezifischen Kennzeichen ebenso wie seine grundlegende Technik der Übersteigerung, teils durchaus vergleichbar mit einer satirischen Übertreibung, wie sie sich in den epischen Satiren des von Blake gehassten Augustan Age findet.

### Malerei

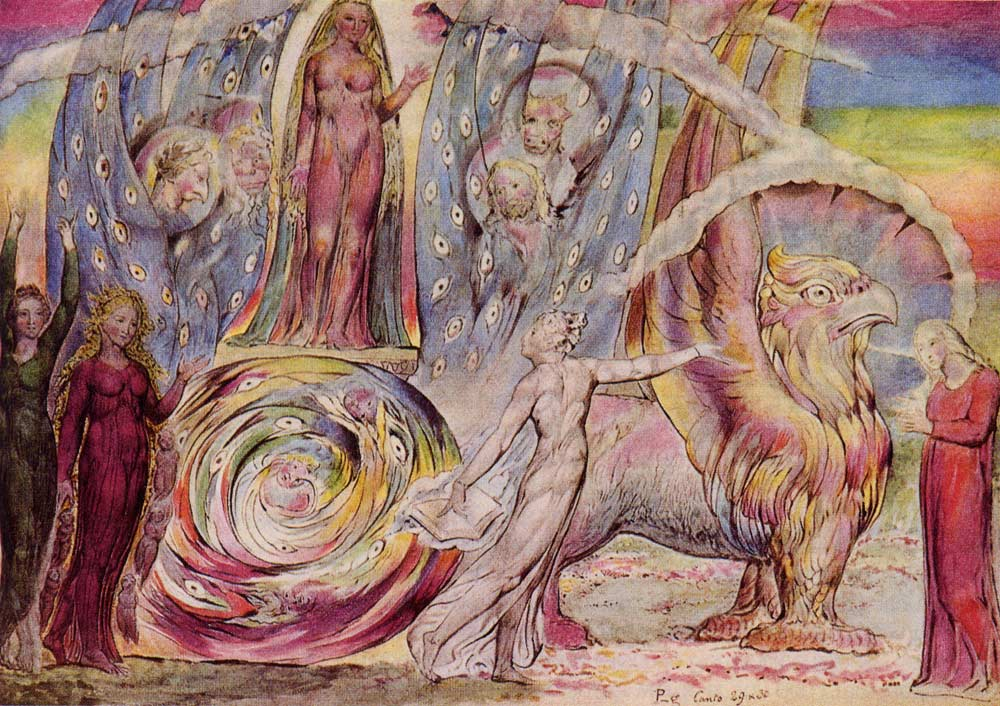
„Beatrice spricht zu Dante“

- Beatrice in der Kutsche spricht Dante an, 1824–27, aquarellierte Federzeichnung, 37 × 52 cm. London, Tate Gallery
- Der Alte der Tage (Titelbild zu Europe: a Prophecy), 1794, Farbmonotypie, 23 × 17 cm. Manchester, Whitworth Art Gallery
- Der Simonie-Papst, 1824 – 27, aquarellierte Federzeichnung, 52 × 37 cm. London, Tate Gallery
- Die klugen und die törichten Jungfrauen, 1805, aquarellierte Federzeichnung, 40 × 33 cm. London, Tate Gallery
- Drei Parzen, aquarellierte Federzeichnung, 43 × 58 cm. London, Tate Gallery
- Erzengel Raphael mit Adam und Eva, 1808, aquarellierte Federzeichnung, 50 × 40 cm. Boston, Museum of Fine Arts
- Der große Rote Drache und die Frau, mit der Sonne bekleidet, 1806–09 aquarellierte Federzeichnung, New York, Brooklyn Museum

### Literarische Werke
- um 1788: All Religions Are One

„London“ (aus Songs Of Experience)

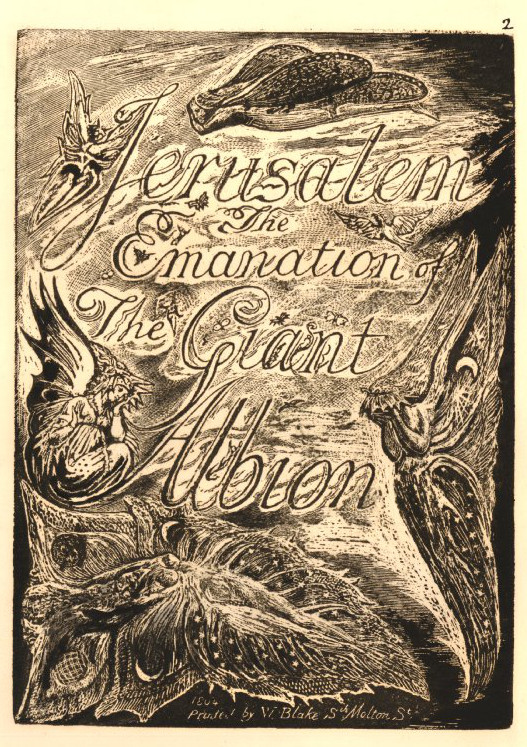
Aus: Jerusalem - The Emanation of the Giant Albion

- um 1788: There is no Natural Religion
- 1789: Songs of Innocence, darin unter anderem das Gedicht The Lamb (Das Lamm)
- 1790–93: The Marriage of Heaven and Hell
- 1793: America: a Prophecy
- 1793: Urizen (The First Book)
- 1793–94: Songs of Experience, darin Hear the voice of the Bard und The Tyger
- 1794: Europe: a Prophecy
- 1795: The Song of Los (Africa, Asia)
- um 1804–1811: Milton, a Poem
- 1804–20: Jerusalem - The Emanation of the Giant Albion

## Blakes mythologische Figuren (Auswahl)
Im Folgenden werden einige Figuren der von Blake erschaffenen Mythologie näher erläutert.
Bei der Namensgebung benutzt Blake häufig Wortspiele, oder er orientiert sich an der Aussprache (z. B. Urizen = your reason (dein Verstand/deine Vernunft) und horizon (Horizont); oder Luvah = lover (Geliebte, Geliebter, Liebe).
“The Four Zoas” / “Die vier Zoas“
Für Blake die Personifikationen der vier grundlegenden Kräfte im Menschen, hier vorgestellt als männliche Figuren:
Los:
Dichtung, kreative Vorstellungskraft; Künstler, Prophet.
Luvah:
Leidenschaft/Liebe.
Tharmas:
Instinkt, Sinnesempfindung.
Urizen:
Verstand, Rationalismus und Materialismus; der Gott der beschränkenden, die Menschen einengenden, Gesetze.

Orc:
Rebellion, Revolution, gewaltvolle Macht.
Emanation:
Der jeweilige, dem Weiblichen zugeordnete, Gegenpol zur männlich gedachten Personifikation; der liebende, intuitive Teil der menschlichen Persönlichkeit.
Albion:
Männlich gedachte Personifikation Englands und der Menschheit allgemein; Zustand der unerlösten Menschheit.
Jerusalem:
Die Emanation von Albion; die Erfüllung, Erlösung der Menschheit, Freiheit.

## Von William Blake beeinflusste Künstler

### Schriftsteller
- David Almond ließ sich in seinem Jugendbuch Skellig von William Blake inspirieren.
- Der Titel des Science-Fiction-Romans Tiger! Tiger! von Alfred Bester ist ein Zitat aus dem Gedicht The Tyger, dessen erste Zeilen dem Roman vorangestellt sind.
- Der 2007 erschienene Roman Burning Bright von Tracy Chevalier befasst sich mit Blakes Leben im London des ausgehenden 18. Jahrhunderts. William Blakes Gedicht Tyger, tyger, burning bright gab dem Roman seinen Namen.
- Im 2009 erschienenen Roman Der Gesang der Fledermäuse (polnisch. Prowadź swój pług przez kości umarłych) von Olga Tokarczuk befasst sich die Hauptheldin Janina Duszejko mit der Übersetzung eines Werks von Blake.
- Das von dem Okkultisten Aleister Crowley verfasste Buch Liber AL vel Legis ist in Struktur, Stil und Idee William Blakes The Marriage of Heaven and Hell verpflichtet, vor allem dem letzten Abschnitt „A Song Of Liberty“.
- Thomas Harris’ Roman Roter Drache ist nach Blakes Bild Der große Rote Drache und die Frau, mit der Sonne bekleidet benannt. Die Hauptperson, ein psychopathischer Mörder, ist von diesem Bild besessen und raubt es schließlich aus dem Brooklyn Museum, um es zu verspeisen.
- Aldous Huxley verwendete „The Doors of Perception“, einen Begriff aus The Marriage of Heaven and Hell, als Buchtitel (dt. Die Pforten der Wahrnehmung). Huxleys Buch wiederum soll die Inspiration für den Namen der Rockband The Doors geliefert haben.
- George Orwell entlieh den Titel seines autobiographischen Essays Such, such were the joys einer Zeile aus Blakes Gedicht The Echoing Green.
- Philip Pullman zitiert in der Einleitung der englischen Ausgabe seiner Trilogie His dark materials William Blakes Kommentar zu Paradise Lost aus The Marriage of Heaven and Hell: „The reason Milton wrote in fetters when he wrote of Angels & God, and at liberty when of Devils & Hell, is because he was a true Poet and of the Devil’s party without knowing it.“ Die Lektüre der Werke Blakes, so Pullman, habe ihn zum Schreiben seiner eigenen inspiriert.
- In seinem 1947 erschienenen Roman „Doktor Faustus“ (Kapitel 27) lässt Thomas Mann den Protagonisten Adrian Leverkühn William Blakes Gedicht „Silent, silent night“ vertonen - „ein sehr sonderbares Poem dieses ihm [sc. Adrian] so lieben Autors“.
- Tracy Chevalier, bekannt durch ihren Welterfolg „Das Mädchen mit dem Perlenohrring“, erzählt in ihrem neuesten Roman „Die Lieder des Mr. Blake“, im Original „Burning Bright“, über William Blake und seine Schwierigkeiten mit den sog. „Loyalisten“, die das englische Königtum vor den Auswirkungen der Französischen Revolution schützen wollten, in den Jahren 1792 und 1793.
- Philip José Farmer bezieht sich in seinem „World of Tiers“-Zyklus auf die Mythologie William Blakes und übernimmt dessen Götternamen Urizen, Los, Vala, Luvah und andere für die Taschenuniversen erschaffenden „Lords“, Erben einer weit fortgeschrittenen und von ihnen selbst nicht mehr verstandenen Technologie.
- Der amerikanische Dichter Allen Ginsberg war ein großer Bewunderer der Lyrik Blakes. Sie beeinflusste sein Schreiben maßgeblich, unter anderem sein bekanntestes Langgedicht Howl.
- Der geniale junge Computerwissenschaftler Edmond Kirsch in Dan Browns Roman Origin zeigt ein leidenschaftliches Interesse für Blake als visionären Künstler.

### Komponisten

#### Klassische Musik & Jazz
Blakes Verse wurden von einer Reihe bedeutender, meist englischer Komponisten vertont. Es folgt eine Auswahlliste der Komponisten und ihrer auf Blake basierenden Werke. Die berühmtesten Vertonungen sind Benjamin Brittens Fassung von The Sick Rose (Elegy aus der Serenade for Tenor, Horn and Strings) und Hubert Parrys Chorwerk Jerusalem nach Blakes And did those feet in ancient time (Das Gedicht ist Teil der Dichtung Milton, 1804), neben Rule, Britannia! die „inoffizielle Nationalhymne“ Großbritanniens und ein fester Bestandteil auf jeder Last Night of the Proms.
- William Alwyn: Songs of Experience
- George Antheil: Songs of Experience
- Malcolm Arnold: Five William Blake Songs
- Granville Bantock: The Fly; Three Blake Songs; The Tyger
- William Bolcom: Songs of Experience, Songs of Innocence
- Havergal Brian: The Birds; The Blossom; The Chimney Sweeper; The Echoing Green; The Fly; Infant Joy; The Lamb; The Land of Dreams; Laughing Song; The Little Boy Lost; Pastoral – The Shepherd; Piping Down the Valleys Wild; Spring – Sound the Flute!
- Benjamin Britten: A Cradle Song; Elegy; Songs and Proverbs of William Blake; Sound the Flute!
- Henry Cowell: Daybreak
- Paul Hindemith: The Wild Flower’s Song
- Gustav Holst: Cradle Song
- John Ireland: The Darkened Valley; Memory
- Hannes Loeschel feat. Phil Minton: Songs of Innocence
- Michael Nyman: O Rose, Thou Art Sick
- Hubert Parry: Jerusalem
- Roger Quilter: Three Blake Songs
- George Rochberg: Blake Songs
- Leif Segerstam: Six Songs of Experience
- John Tavener: The Lamb; The Tyger
- Virgil Thomson: Five Songs from William Blake; The Sunflower
- Mike Westbrook: The Westbrook Blake – Bright as Fire
- Ralph Vaughan Williams: Ten Blake Songs
- William Walton: Holy Thursday
- David Axelrod:  Songs of Innocence; Songs of Experience
- John Zorn: A Vision in Blakelight
- Bo Holten: Six Poems by William Blake
- Lucien Posman: 10 Songs of Experience; To Morning; To the Evening Star; The Book of Los (nach William Blake).
- Georges Lentz: Jerusalem (after Blake)
- Enjott Schneider: The Fire of Innocence in the Darkness of World[41]

#### Rock- und Popmusik
Auch eine Reihe Rock- und Popmusiker wurden von den oft dunklen Versen Blakes angesprochen.
- Arthur Brown zitiert in seinen Songs Verse von Blake.
- Bruce Dickinson, Sänger der Heavy-Metal-Band Iron Maiden, widmete sein 1998 erschienenes Soloalbum A Chemical Wedding völlig William Blake: Einige Songtexte und das gesamte Artwork sind von Blake inspiriert.
- Die Verszeile „Some are born to sweet delight, some are born to the endless night“ aus Blakes Gedicht Auguries of Innocence wurde von den Doors in End Of The Night zitiert. So auch im Titel eines Kriminalromanes von Agatha Christie. Außerdem soll die Band nach dem Zitat „If the doors of perception were cleansed everything would appear to man as it is, infinite“ aus dem Essay The Marriage of Heaven and Hell benannt worden sein.[42]
- Jerusalem von Emerson, Lake and Palmer ist eine Fassung von Parrys Lied.
- Glastonbury, Temple of The Stars von Chris Evans und David Hanselmann zitiert dessen Gedicht And did those feet in ancient times.
- Die britische Band Fat Les vertonte in ihrem Song Jerusalem Blakes Gedicht And did those feet in ancient times.
- 1993 wurde London von der deutschen Folkrock-Band Fiddler’s Green bearbeitet.
- Die Brandenburger Neofolk-Band Sonne Hagal adaptierte mehrere Werke Blakes, unter anderem The Sick Rose, die Einleitungen von Songs of Innocence und Songs of Experience wie auch Teile seiner Poetical Sketches.
- Jahrtal, ein anderes Neofolk-Projekt des Tiroler Musikers Ewald Spiss widmete Blake sogar ein ganzes Album unter dem Titel William Blake: Lieder von Unschuld und Widerfahren als „interessante Mischung aus altem traditionellem Liedgut á la Zupfgeigenhansel und psychedelischem Hippie Folk ganz im Stile der 60er Jahre“[43]
- Patti Smith verarbeitete ihre seit Kindheit bestehende Bewunderung für Blake unter anderem auf dem Album Trampin' mit dem Titel My Blakean Year. 2007 gab sie bei Vintage eine von ihr ausgewählte und eingeleitete Sammlung William Blake: Poems heraus.
- David Axelrod brachte 1968 und 1969 zwei auf Blakes Werken beruhende Alben heraus, Songs of Innocence und Songs of Experience, auf Capitol Records, welche häufig von Musikern der Hip-Hop-Kultur gesampelt wurden.
- Jah Wobble veröffentlichte 2006 ein Album mit dem Titel Inspiration of William Blake, das unter anderem Adaptionen von Songs of Innocence, Auguries of Innocence und Tyger Tyger enthält.
- Shpongle benannte ein Album nach dem Blake-Zitat „Nothing lasts (…) but nothing is lost“ und verwendete weitere Samples mit Zitaten.
- Als erste deutsche Musikformation vertonte Tangerine Dream 1987 einen Text von William Blake (The Tyger). Zwei weitere Vertonungen finden sich auf einem 2007 erschienenen Studioalbum.
- Die norwegische Band Ulver vertonte auf dem 1998 erschienenen Ambient/Industrial-Metal-Album Themes from William Blake’s The Marriage of Heaven and Hell das gesamte gleichnamige Prosagedicht.
- The Verve adaptierten Blakes London für das Lied History.
- Die US-amerikanische Punk-Rock-Band Bad Religion beginnt ihr Lied God Song mit einem stark abgewandelten Zitat der ersten Zeilen von Blakes Gedicht Jerusalem: „And did those feet in ancient times trod on America’s pastures of green“.
- Die deutsche Band Mantus hat 2010 Blakes Werk Die Hochzeit von Himmel und Hölle vertont und als Album veröffentlicht.
- Joan Baez rezitiert London zu einer Komposition von Peter Schickele (P.D.Q. Bach) auf ihrem 1968 erschienenen Album Baptism – A Journey Through Our Time
- Blakes Bild „Nebuchadnezzar“ ist das Titelbild des Albumcovers „Death Walks Behind You“ der Band Atomic Rooster
- Auf dem 2001 erschienenen Album Boundless der finnischen A-cappella-Gruppe Rajaton findet sich das Stück Poison Tree von Laura Sippola.
- Das 2013 erschienene Album Big Red Dragon - William Blake's Visions der italienischen Rock-Sängerin Sophya Baccini ist inspiriert durch die Bilder von William Blake und enthält eine Vertonung von Jerusalem.
- Die US-amerikanische Indie-Rock-Band Sparklehorse vertonte das Gedicht London auf einer gleichnamigen Single.
- Pet Shop Boys zitieren in Inside a Dream auf dem Album Electric aus Blakes Gedicht The Land of Dreams.
- Die griechische Metal-Band Rotting Christ verwendet das Gedicht O For A Voice Like Thunder als Text in ihrem gleichnamigen Song.
- U2 veröffentlichen 2014 und 2017 die Alben Songs of Innocence und Songs of Experience, inspiriert von Blakes gleichnamigen Werken.[44]
- Allen Ginsberg veröffentlicht 1970 das Album Allen Ginsberg/William Blake: Songs of Innocence and Experience, auf dem er 19 Gedichte von William Blake musikalisch vertont und vorträgt. 1980 erscheint das Album Two Evenings with Allen Ginsberg, Peter Orlovsky, Gregory Corso, Steven Taylor, Vol. 1, Songs, recorded live im LOFT in München. Hier trägt Ginsberg zwei Gedichte von William Blake vor. 1994 erscheint der Sampler Allen Ginsberg, Holy Soul Jelly Roll. Poems And Songs 1949–1993, auf dem sich insgesamt 13, darunter sechs bis dahin unveröffentlichte Interpretationen von Blake-Gedichten befinden.
- Bob Dylan erweist William Blake seine Reverenz, indem er in dem Song I Contain Multitudes auf dem Album Rough and Rowdy Ways (2020) die Zeile formuliert: „I sing the songs of experience like William Blake“.

### Regisseure

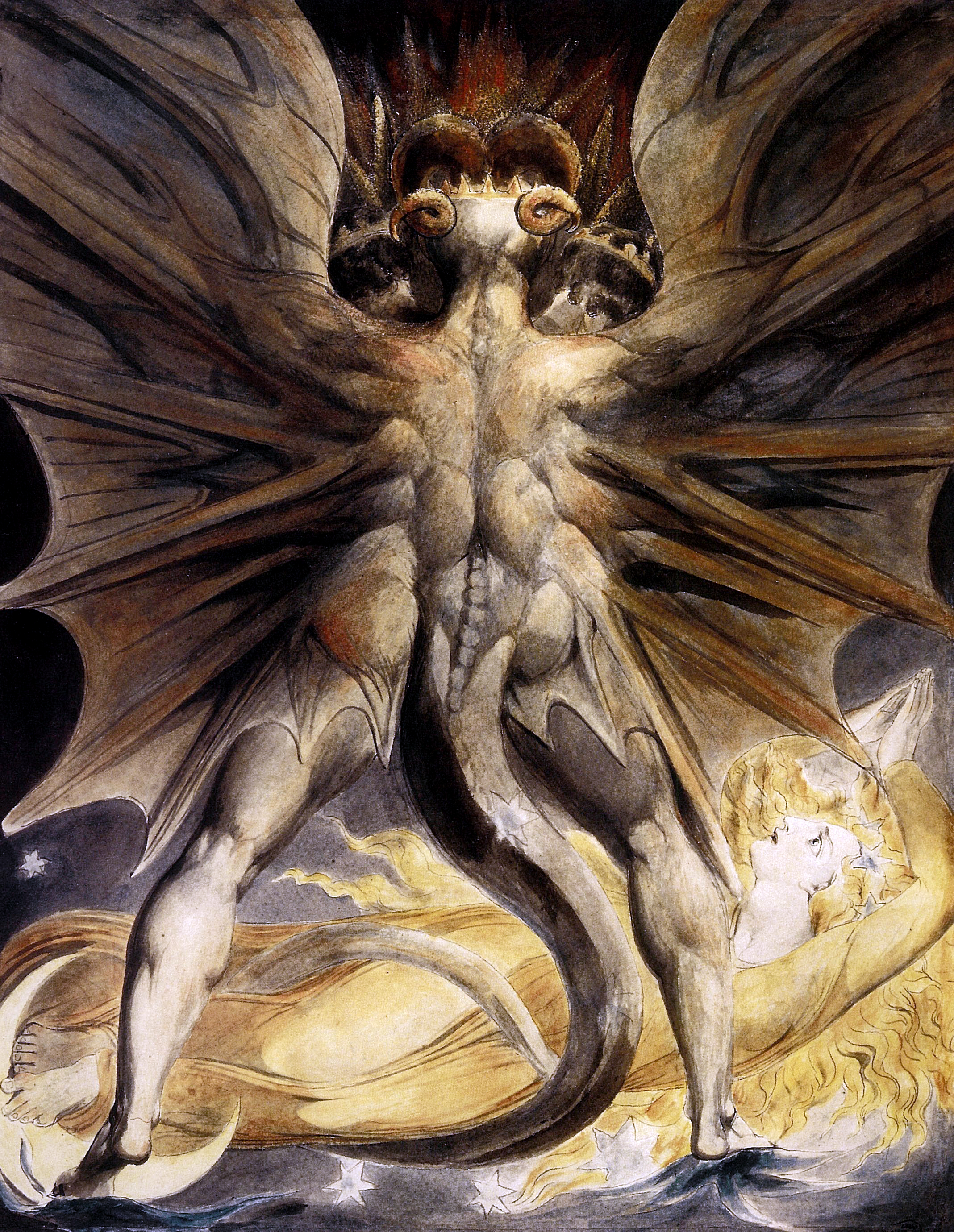
Der Große rote Drache mit der von der Sonne bekleideten Frau findet Verwendung in den Filmen Blutmond und Roter Drache.

- Ridley Scott zitiert für seine Frankenstein-Erzählung in Blade Runner (1982) William Blakes America: A Prophecy. Replikant Roy Batty (Rutger Hauer) sagt darin: „Fiery the Angels fell, and as they fell deep thunder roll'd around their shores. Indignant burning with the fires of Orc“, eine leichte Abwandlung der Originalzeilen.
- In dem Film Dead Man (1995) von Regisseur Jim Jarmusch ist die Hauptfigur ein Mann namens William Blake (gespielt von Johnny Depp), der von einem Indianer für die Reinkarnation William Blakes gehalten wird.
- In dem Film Tomb Raider (2001) von Regisseur Simon West wird die von Angelina Jolie verkörperte Figur Lara Croft mit dem Gedichtzitat aus Auguries of Innocence konfrontiert (Zitat: „To see a World in a grain of sand, / And a Heaven in a wild flower, / Hold Infinity in the palm of your hand, / And Eternity in an hour.“[45]), das sie mit „William Blake“ kommentiert, und im entsprechenden Buch in ihrer Bibliothek weitere Hinweise findet.[46]
- Für die multimediale Inszenierung Hochzit va Himmel und Hell (2005) des Komponisten und Regisseurs Knut Remond in der Mineraliengrube Lengenbach im Binntal in den Walliser Alpen wurden Ausschnitte aus dem Werk The Marriage of Heaven and Hell von William Blake ins Walliserdeutsch übersetzt. Das Projekt beginnt mit einem Brief des Malers Johann Heinrich Füssli an seinen Freund William Blake.
- In dem Coming-of-Age-Film The Dangerous Lives of Altar Boys (2002) von Regisseur Peter Care spielt Blakes Buch The Marriage of Heaven and Hell für die 14-jährigen Protagonisten, rebellische Schüler einer katholischen Schule in den USA der 70er Jahre, eine wichtige Rolle.
- Das Gedicht Broken Love von Blake wird im Film The Heart of Me (2002) häufig zitiert und als Leitthema für Vergebung verwendet.[47]
- Blakes Gemälde des Großen roten Drachen mit der von der Sonne bekleideten Frau spielt eine große Rolle in dem Film Blutmond und dem Remake Roter Drache (Red Dragon). In diesen Filmen aus der Hannibal-Lecter-Reihe mordet die Titelfigur mit der Rechtfertigung, dass dies der Wille des Roten Drachen aus Blakes Zeichnung sei. Das Bild gehört zu einer Serie von Auftragsarbeiten zu biblischen Themen, die Blake für seinen Freund und Wohltäter Thomas Butts durchführte. Dieses Bild entstand um 1806 und bezieht sich auf die Offenbarung des Johannes.[48] In dem Psychothriller Hannibal von 2001 kommt das Blake'sche Gemälde The Ghost of a Flea von 1820 in einer Szene kurz als Postkartenmotiv vor.
- In der Finalfolge der zweiten Staffel der Serie The Mentalist zitiert der Serienmörder Red John die erste Strophe von Blakes The Tyger. Er vergleicht sich so mit diesem Tiger, der auch von Natur aus tötet.
- In dem Film Die Spur von Agnieszka Holland übersetzt und interpretiert die Protagonistin zusammen mit einem Schüler das Gedicht The Mental Traveller.[49]
- In dem Film Jagd nach Millionen (1947) von Robert Rossen zitiert Peggy (Liselotte Pulver) die erste Strophe von The Tyger aus Songs of Experience.[50]
- Im Mystery- und Horrorfilm The Limehouse Golem, in dem die Schauspieler Bill Nighy und Olivia Cooke die Hauptrollen spielen, von 2016 taucht das Gemälde The Ghost of a Flea in mehreren Szenen auf, etwa als Bühnenbild in einem altertümlichen Varieté-Theater.
- In dem Psychothriller The House That Jack Built des Regisseurs Lars von Trier von 2018 bezieht sich ein Serienmörder, der sich selbst das Pseudonym Mr. Sophistication gibt, bei der Schilderung seiner Gräueltaten auf Kunstwerke von William Blake, zum Beispiel auf seine beiden Gedichte The Lamb und The Tyger.
- In der Serie The Originals wird (in Folge 6, Staffel 1) das Gedicht The Poison Tree von Klaus Mikaelson zitiert.